# Obuse
Obuse (japanska: 小布施町?, Obuse-machi) är en landskommun (köping) i Nagano prefektur i Japan.  